# Petrophila aealis
Petrophila aealis là một loài bướm đêm trong họ Crambidae.